# استخلاص حجمي
استخلاص حجمي هو مصطلحٌ في التصوير العلمي والرسوميات الحاسوبية، ويُقصد به مجموعةٌ من التقنيات المستعملة لإظهار إسقاطٍ ثنائي الأبعاد (2D) من مجموعة بيانات عينية ثلاثية الأبعاد (3D) بشكلٍ مُنفصل، عادةً ما تكون حقل سلمي ثلاثي الأبعاد.